# 中国驻菲律宾大使馆
中华人民共和国驻菲律宾共和国大使馆，簡稱中國駐菲律賓大使館，是中华人民共和國駐菲律賓的外交代表機構，位于達斯馬林納斯村阿卡西亞街1235號（1235 Acacia Street, Dasmarinas Village）。

## 機構設置
根據有關規定，中國駐菲律賓大使館設置下列機構：

### 內設機構
- 政治處
- 新公處
- 經商處
- 文化處
- 武官處
- 領僑處
- 辦公室

### 領事機構
- 中国驻宿务总领事馆
- 中国驻拉瓦格领事馆
- 中国驻达沃总领事馆

## 外部連結
- 中华人民共和国驻菲律宾共和国大使馆官方网站（简体中文）（英文）
- 中国驻菲律宾大使馆的Facebook專頁
- 中国驻菲律宾大使馆的X（前Twitter）